# Tacarigua
Tacarigua ist eine Stadt in Trinidad und Tobago. Sie liegt im Norden der Insel Trinidad in der Region Tunapuna-Piarco.

## Lage
Tacarigua liegt mitten im East-West Corridor, der dicht besiedelten Metropolregion der Hauptstadt Port of Spain, die sich entlang des nördlichen Mittelgebirges Northern Range quer über die halbe Insel zieht. Port of Spain liegt 20 km weiter westlich, Arima knapp 10 km weiter östlich. Da Port of Spain im Norden durch die Northern Range und im Süden durch den Caroni Swamp begrenzt ist, weitete sich die Stadt im Laufe der Zeit nach Osten aus. Der dadurch entstandene East-West Corridor ist so dicht besiedelt, dass früher eigenständige Städte heute fließend ineinander übergehen und eher den Charakter von Stadtteilen der Hauptstadt-Agglomeration haben. Formell sind sie jedoch weiterhin unabhängig. Tacarigua grenzt im Westen an El Dorado und Macoya, im Südosten an Trincity und im Osten an Arouca. Im Norden erhebt sich die Northern Range. Der Dinsley River verläuft entlang der Ostgrenze der Stadt, der Macoya River (früher auch als Tacarigua River bekannt) entlang der Westgrenze; beide verlaufen von Norden nach Süden und entwässern ca. 5 km südlich der Stadt in den Caroni River.

## Geschichte
Der Name der Stadt stammt aus der Sprache der ursprünglich in Mittel- und Südtrinidad heimischen Arawak. Im 17. Jahrhundert bezeichnete „Tacarigua“ eine Ansiedlung des Arawak-Stammes der Nepuyo im Gebiet der heutigen Stadt, die bis ins 18. Jahrhundert hinein eine Encomienda der Spanier darstellte. 1789 wurden die Nepuyo gewaltsam nach Arima umgesiedelt. Auf dem Gebiet des heutigen Tacarigua wurde anschließend Zuckerrohr angebaut. Die Namen einiger der Plantagen leben heute als Namen von Städten und Communities in der Region weiter, so El Dorado oder Paradise. Eine der größten Plantagen der ganzen Insel war damals Orange Grove Estate, deren Gebiet sich nach Süden deutlich über das Gebiet des heutigen Tacarigua hinaus erstreckte und bis an den Caroni River heranreichte, der den Hauptweg für den Abtransport der auf der Plantage erzeugten Güter darstellte. Auf dem Gebiet von Orange Grove entstand als Ansiedlung von Sklaven bzw. ab Abschaffung der Sklaverei 1833 angestellten Plantagenarbeitern das Dorf Tacarigua, das den infrastrukturellen Mittelpunkt der Plantage darstellte. Orange Grove war 1802 von William Hardin Burnley gegründet worden, der als Landverwalter der britischen Krone seinen Einfluss geltend machte, nach und nach mehr Land erworb und zum Zeitpunkt seines Todes 1850 einer der reichsten Männer Trinidads war. Die umgebenden Plantagen gingen bis etwa 1950 durch Ankäufe im Orange Grove Estate auf, was Tacarigua weiter anwachsen ließ. 1857 wurde im Ort das erste privat finanzierte Waisenhaus Trinidads eröffnet. Auf dem Gebiet des heutigen Tacarigua wurde eine Zuckermühle betrieben, die 1901 eine Ausstoßkapazität von 3318 Tonnen Zucker hatte. 1901 wurde die Plantage von einem britischen Konsortium erworben, dem John Douglas-Scott-Montagu, 2. Baron Montagu of Beaulieu angehörte, einem rennsportbegeisterten Politiker, der in Tacarigua eine Rennstrecke für Auto- und Motorradrennen anlegen ließ, die bis 1935 regelmäßig ausgetragen wurden. Von 1876 bis in die 1960er-Jahre war Tacarigua ein Bahnhof an der Strecke Port of Spain-Arima der bis 1968 existierenden trinidadischen Eisenbahn. In den 1960er-Jahren kam es zu einem Verfall der Zuckerpreise. 1968 hatte die Plantage mit 16 km² ihre größte Ausdehnung erreicht; zu diesem Zeitpunkt wurde sie wegen des drohenden ökonomischen Fiaskos vom trinidadischen Staat aufgekauft und das Land parzellenweise verkauft.

## Bevölkerung
Tacarigua gliedert sich in die Communities Paradise Gardens und Tacarigua.
| Community        | Einwohner |
| ---------------- | --------- |
| Paradise Gardens | 970       |
| Tacarigua        | 4752      |
| Summe            | 5722      |

## Wirtschaft und Verkehr
Tacarigua ist primär Wohngebiet. Entlang der Eastern Main Road haben sich Kleingewerbe und Geschäfte angesiedelt. Unmittelbar südlich des Stadtgebiets befindet sich die Zentrale und die trinidadische Fabrik von Blue Waters, dem größten Mineralwasserproduzenten der Karibik. Im Südwesten des Stadtgebiets liegt mit dem Massy Stores SuperCenter ein großes Einkaufszentrum. Die Bautechnikfirma Trintoplan Consultants, die planerisch an vielen großen Infrastrukturprojekten des Landes beteiligt war und ist, hat ihren Sitz in Tacarigua. Südlich des Churchill Roosevelt Highway baut Pernod Ricard auf 80 Hektar Land Anis an. Durch die Orange Grove Savannah ist das Stadtgebiet ein bedeutendes Trinkwasserreservoir.
Da Tacarigua im East-West Corridor liegt, verfügt es über eine sehr gute Verkehrsanbindung. Die Eastern Main Road führt mitten durch den Ort hindurch, der Churchill Roosevelt Highway stellt seine südliche Begrenzung dar.

## Einrichtungen
Die nach einem ehemaligen Minister benannte Eddie Hart Savannah (auch: Eddie Hart Grounds) ist eine parkähnliche Grünfläche, die für Freiluftveranstaltungen genutzt wird und 2014 teilweise zu einem Sportpark mit Fußballstadion, Schwimmbad und mehreren anderen Sportflächen ausgebaut wurde. Im Sportpark fand die Women’s Junior Pan-Am Championship 2016 statt, die Amerikameisterschaft im Feldhockey der U21-Damen. Außerhalb des Sportparks gibt es Spielfelder für Fußball und Cricket. Die früher als Orange Grove Savannah bekannte Grünfläche war vor einer teilweisen Bebauung zu Wohnzwecken der zweitgrößte Park des Landes. In Tacarigua gibt es vier christliche Kirchen, von denen die älteste, die anglikanische St. Mary’s Church, 1842 erbaut wurde und auf ihrem Friedhof die Gräber der ehemaligen Plantagenbesitzer beherbergt. St. Mary’s ist Sitz der Pfarrei Tacarigua, die auch für die Gemeinden Arouca, Lopinot und Maloney zuständig ist. Für trinidadische Städte ungewöhnlich ist das Fehlen von Moscheen und Hindutempeln. Die Steelband Parry’s Pan School hat ihren Sitz in Tacarigua.

## Persönlichkeiten
- George Padmore (1902–1959), Publizist und Politiker
- Selwyn Cudjoe (* 1943), Literaturwissenschaftler und Historiker